# Philippe de Rémi de Beaumanoir
Philippe de Rémi de Beaumanoir, död 1296, var en domare i Clermont-en-Beauvoisis, i Senlis, i Vermandois, i Touraine, och till sist fogde och domare i Sain-tounge och i Poitou.
Han har främst gjort sig känd genom sitt lagsamling Coutumes de Beauvoisis. Han ägnade sig även i viss mån åt skönlitterärt författarskap.